# Eka Tjipta Widjaja
Eka Tjipta Widjaja (chinesisch 黄奕聪, Pinyin Huáng Yìcōng, auch: Oei Ek Tjhong, * 3. Oktober 1923 in Quanzhou, China; † 26. Januar 2019) war der Gründer der Sinar Mas Group, eines der größten Konglomerate Indonesiens. Seine Familienbank, die Bank Internasional Indonesia (BII), die auf den Cookinseln eingetragen ist, finanzierte viele seiner Projekte. Sie schrieb während der Wirtschaftskrise 1997/98 9,7 Mrd. $ Verlust und wurde von der indonesischen Regierung übernommen. Widjaja galt als zweitreichster Tycoon Indonesiens.

## Leben
Widjaja kam im Alter von neun Jahren mit seinem Vater aus der Provinz Fujian in China nach Indonesien. Sein Vater eröffnete dort in Ujung Pandang (heute Makassar) einen kleinen Laden. Widjaja wurde in einer chinesischen Schule vor Ort unterrichtet, verließ diese jedoch im Alter von 15 Jahren, um mit einer Fahrradrikscha als Straßenhändler Gebäck zu verkaufen. Während der japanischen Besetzung Chinas im Zweiten Japanisch-Chinesischen Krieg – Widjaja war 19 Jahre alt – wurde er von den Japanern zwei Wochen wegen „Kooperationsverweigerung“ inhaftiert. Seine ersten Schritte als Unternehmer startete Widjaja mit einer kleinen Imbissstube, darüber hinaus verkaufte er auch landwirtschaftliche Produkte. Den Grundstein für sein Unternehmen legte er 1955 als Koprahändler im Norden von Sulawesi, 1969 folgte die Gründung von PT Bitung Manado Oil Indonesia, ein Unternehmen, das sich auf die Herstellung von Speiseöl spezialisiert hatte.  Das Unternehmen bediente bis zu 50 % der Speiseölnachfrage auf dem indonesischen Markt. Widjaja erweiterte seine Geschäftsfelder mit Sinar Mas um die Bereiche Zellstoff- und Papierherstellung, Immobilien, Finanzen und Agroindustrie. In der Speiseölbranche ging er ein Joint Venture mit der Salim Group ein, welches jedoch 1990 wieder aufgelöst wurde. Er erhielt 1990 die Ehrendoktorwürde in Wirtschaft der Pittsburg State University in Kansas. Widjaja zählt zu den 40 reichsten Indonesiern und zu den Freunden des verstorbenen Präsidenten Suharto.
Widjaja war danach nicht mehr aktiv am Geschäftsleben beteiligt und hatte die Leitung an seine Söhne Indra, Teguh Ganda und Franky Oesman sowie an seinen Enkel Eric Oei Kang übergeben, der dem in Hongkong gelisteten Bauunternehmen Creator Holdings vorsteht.
Am 17. März 2006 gründete die Widjaja-Familie die Eka Tjipta Foundation (ETF), eine Stiftung, die es sich zum Ziel gesetzt hat, die Lebensqualität und die gesellschaftlichen Verhältnisse in Indonesien zu verbessern. Vorsitzender ist Eka Tjipta Widjaja.